# Gräshoppsmöss
Gräshoppsmöss (Onychomys) är ett släkte i familjen hamsterartade gnagare som förekommer i Nordamerika.

## Utseende
Arterna når en kroppslängd mellan 9 och 13 cm och därtill kommer en 3 till 6 cm lång svans. Vikten varierar mellan 30 och 60 gram. Pälsen är på ovansidan gråbrun till rödbrun och på buken vitaktig. Kännetecknande är den korta konformiga svansen.

## Utbredning och habitat
Släktets utbredningsområde sträcker sig från södra Kanada över västra USA till norra Mexiko. De vistas i prärien eller i andra torra buskmarker.

## Ekologi
Individerna är aktiva på natten och vistas främst på marken men de har bra förmåga att klättra i träd. De bygger sina bon i jordhålor, bergssprickor eller andra gömställen. De lever utanför parningstiden ensamma och är aggressiva mot varandra när de träffas. Vid dessa tillfällen ställer sig individerna på sina bakben och skriker högt.
I motsats till de flesta andra gnagare är de köttätare. Födan utgörs av gräshoppor, skalbaggar och andra insekter samt i viss mån av skorpioner och mindre däggdjur (som andra gnagare).
Honor kan para sig hela året och de har ofta flera kullar per år. Dräktigheten varar i 26 till 47 dagar och sedan föds en till sex ungar. Efter cirka två veckor slutar honan med digivning och ungarna kan tidigast efter sex veckor vara könsmogna. I naturen blir gräshoppsmöss sällan äldre än två till tre år.
IUCN listar alla tre arter som livskraftiga (LC).

## Systematik
Släktet utgörs av tre arter.
- Onychomys arenicola lever i sydvästra USA (Arizona, New Mexico och Texas) samt i nordöstra Mexiko fram till Aguascalientes, San Luis Potosí och Tamaulipas. Den har en grå till rödgrå päls.
- Onychomys leucogaster förekommer från södra Kanada (Alberta, Saskatchewan och Manitoba) över Great Plains i USA till norra Mexiko. Den kännetecknas av en brun päls och särskild kort svans.
- Onychomys torridus hittas från sydvästra USA (Kalifornien, Nevada och sydvästra Utah) till nordvästra Mexiko (Baja California, Sonora och Sinaloa). Den har en rödgrå päls och är större än O. arenicola.